# Schistolais
Schistolais är ett litet fågelsläkte i familjen cistikolor inom ordningen tättingar. Släktet omfattar endast två arter som förekommer i Afrika från Sierra Leone till Tanzania:
- Vitstrupig sångare (S. leucopogon)
- Sierraleonesångare (S. leontica)

Arterna placerades tidigare i Prinia.